# Paracles lehasi
Paracles lehasi är en fjärilsart som beskrevs av Jean Baptiste Boisduval. Paracles lehasi ingår i släktet Paracles och familjen björnspinnare. Inga underarter finns listade i Catalogue of Life.